# Эстонский фольклор
Эстонский фольклор — часть эстонской культуры, впервые упоминаемая в письменных источниках у Саксона Грамматика в его труде «Gesta Danorum» (ок. 1179 года), где сказано о воинах-эстах, которые пели в ночное время в ожидании боя. Хроника Генриха Ливонского в начале XIII века описывала эстонские ритуалы, упоминает богов и духов. В 1578 году Бальтазар Руссов описывал празднование эстонцами середины лета (jaanipäev), или Дня святого Иоанна. В 1644 году Иоганн Густафф (Gutslaff) писал о почитании святых источников, в 1685 году Бэклер (J. W. Boecler) описывал местные суеверия.
Эстонские предания и фольклор, в том числе образцы народных песен, появились в «Topographische Nachrichten von Liv- und Estland» Августа Хупеля в 1774—1782 годах. В 1778 году Иоганн Готфрид Гердер опубликовал семь эстонских народных песен, переведённых на немецкий язык, в сборнике «Volkslieder», который в 1807 году переиздавался под названием «Stimmen der Völker in Liedern».
В начале XIX века, во время Эстофильского Просвещения (1750—1840), возрос интерес к эстонскому фольклору среди прибалтийских немцев. Так, Иоганном Розенплантером был тогда основан «Beiträge zur genauern Kenntniss», журнал по изучению эстонского языка, литературы и фольклора. В нём за 1822 год был напечатан немецкий перевод «Mythologia Fennica» Кристфрида Ганандера, выполненный эстонским поэтом-романтиком Кристьяном Петерсоном. В 1839 году было основано Учёное эстонское общество в качестве центральной организации для сбора и изучения эстонского фольклора. Ведущая фигура в этой организации, Фридрих Роберт Фельман, опубликовал ряд эстонских легенд и мифов на немецком языке, пользуясь эстонскими народными сказаниями и сборником финской мифологии Кристфрида Ганандера «На рассвете и в сумерках» (Koit ja Hämarik); эти публикации по сей день считаются одними из самых красивых сюжетов этого региона, имеющих народное происхождение.
Фридрих Рейнхольд Крейцвальд начал собирать эстонский фольклор в 1843 году. Материалы, собранные им в основном на Вирумаа, были переработаны и опубликованы на немецком языке под названием «Старые сказки эстонского народа» в 1866 году.
В 1842 году в Таллине было основано Общество эстонских литераторов. Александром Нойсом (Neus) была издана антология «Ehstnische Volkslieder» (3 тома, 1850—1852), которая считается первой научной публикацией эстонских народных песен. В общей сложности в неё вошли 1300 песен на эстонском языке с дублирующим переводом на немецком. Президент Общества эстонских литераторов, пастор, доктор Якоб Хурт, почитаемый «королём эстонского фольклора», начал собирать фольклор в 1870-х годах. Общее количество собранного им материала составило приблизительно 12400 страниц. «Старая арфа» (Vana Kannel) двухтомник народных песен, был опубликован Хуртом в 1875—1876 годах. Ещё два тома были изданы лишь в 1938 и 1941 годах. «Песни Сету» (Setukeste laulud) в 3-х томах были опубликованы в 1904—1907 годах. Материалы, собранные Хуртом легли в основу собрания Архива эстонского фольклора, оргазинованного в 1928 году. Вдохновлённый работой Хурта Маттиас Эйзен с 1880 года также занялся собиранием фольклора, его коллекция составила 90000 страниц.
Оскар Каллас, кандидат технических наук (1868—1946), закончивший Университет Хельсинки, был первым учёным фольклористом эстонского происхождения.
После создания Эстонской Республики Вальтер Андерсон был назначен на вновь созданную кафедру фольклора в Тартуском университете. Наиболее талантливыми студентами Андерсона являлись Оскар Лооритс  и Август Аннист. Лооритс стал директором Эстонского фольклорного архива, основанного в 1928 году. Его основной областью деятельности были народная религия и мифология, исследование эстонских, русских и ливонских народных верований. Самый монументальный труд Лооритса, «Grundzüge des estnischen Volksglaubens», был опубликован в 1949—1957 годах в Копенгагене.